# Vilayet de Beirut
El vilayet de Beirut (turc otomà: ولايت بيروت, vilâyet-i Beyrut; àrab: ولاية بيروت, wilāyat Bayrūt) va ser una divisió administrativa de primer nivell de l'Imperi Otomà. Es va establir amb les zones costaneres del vilayet de Síria el 1888, com un reconeixement de la creixent importància de la seva aleshores en auge capital, Beirut, que havia experimentat un notable creixement en els anys anteriors —el 1907, passava per Beirut l'11% del comerç internacional de l'Imperi Otomà— i s'estenia des del nord de Jaffa al port de la ciutat de Latakia. Afrontava amb el vilayet de Damasc (o Síria) a l'est, el vilayet d'Alep al nord, el mutasarrifat autònom de Jerusalem al sud i la mar Mediterrània a l'oest.
A l'inici del segle xxtenia una superfície de 30.490 km² mentre que el seu cens, segons el resultat provisional del primer cens otomà del 1885 publicat el 1908 li donava una població de 533.500 habitants aproximadament.

## Divisions administratives
El vilayet estava dividit en cinc sanjaqs:
- Sanjaq de Latakia
- Sanjaq de Trípoli
- Sanjaq de Beirut
- Sanjaq d'Acre
- Sanjaq de Nablus

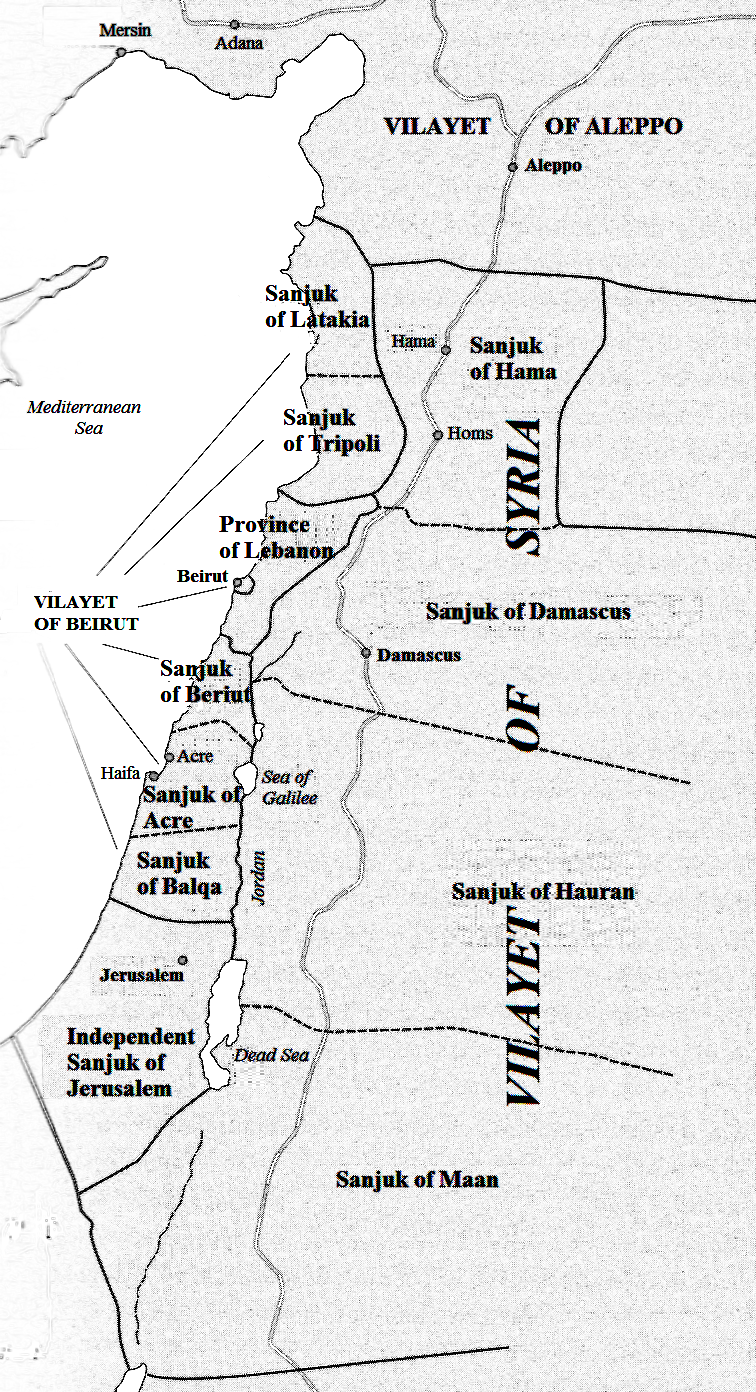
Mapa del Llevant otomà
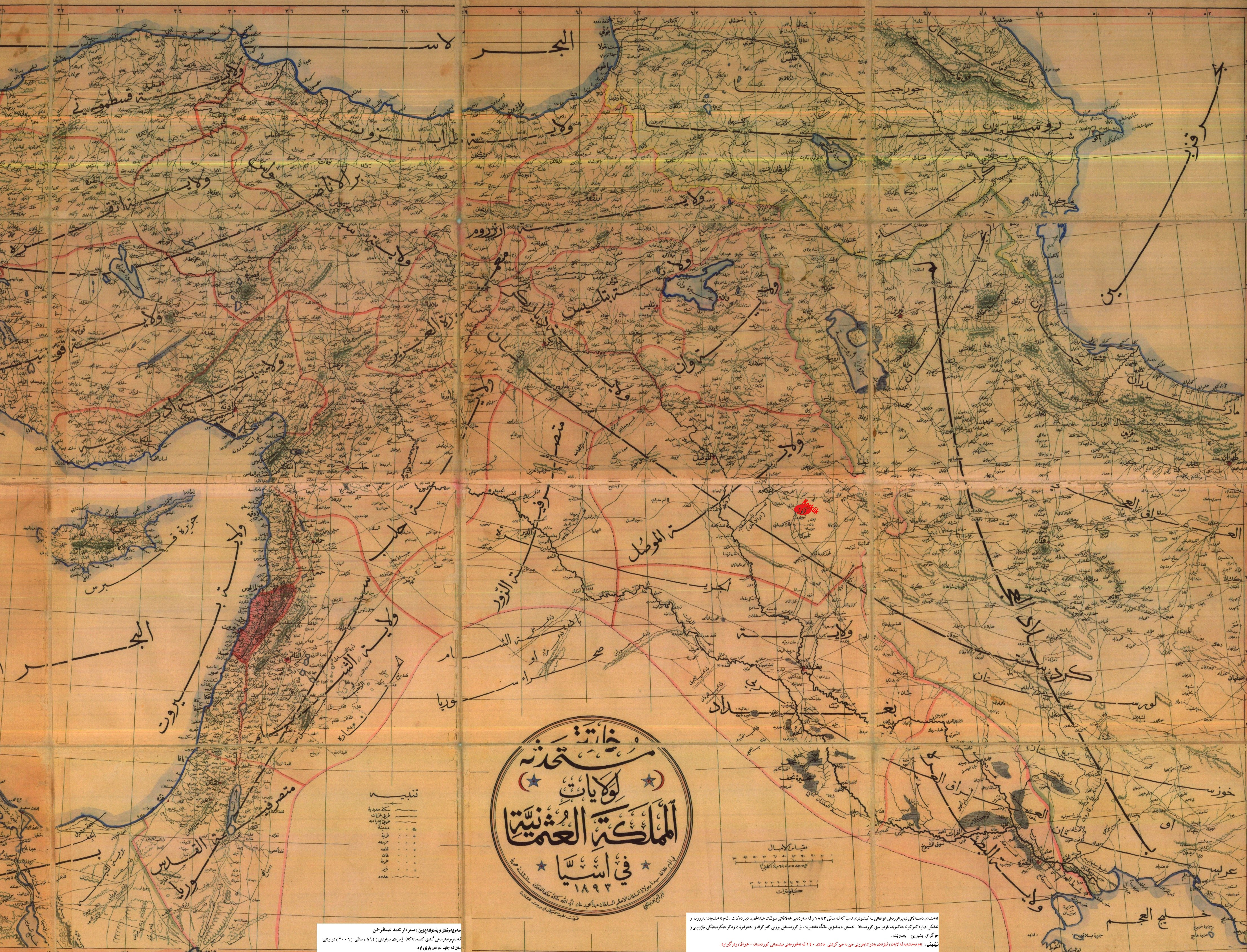
Mapa de divisions administratives de l'Àsia otomana (1893)